# 試製九七式四十七粍砲
試製九七式四十七粍砲（しせいきゅうななしき47みりほう）は、1937年（昭和12年）より大日本帝国陸軍が研究・開発した対戦車砲（速射砲）。

## 概要
1930年代の初中期に開発・採用された九四式三十七粍砲が実質的に日本初の本格的な対戦車砲であったが、装甲貫徹能力に関して早くから列強の37mm級対戦車砲に比べて威力不足である事が指摘されていた。しかし、日中戦争（支那事変）における国民革命軍やゲリラ相手の戦闘では深刻な脅威に遭遇することが無かったため、より強力な対戦車砲の必要性に対する認識は薄かった。軍需審議会だけでなく用兵側からも47mm砲への関心や開発支持はあまり得られなかったという。
とはいえ、陸軍は九四式三十七粍砲の貫徹力を向上させる為に薬莢容積を増やした新型徹甲弾の開発を進めると共に、より口径の大きな対戦車砲の開発を進め、陸軍技術研究本部の兵器研究方針に基づいて1937年（昭和12年）7月に試製九七式四十七粍砲の研究を開始した。

## 開発
試製九七式四十七粍砲は1938年（昭和13年）3月に試作完成後、同年6月に機能修正試験を実施、同年10月に人力・輓馬による牽引試験、同年11月に弾道試験など各種審査が実施され、輓馬牽引から機械牽引に設計変更することとなり、1939年（昭和14年）3月には自動車牽引による運動試験、同年10月に実用試験を行い機械牽引の資料を得取、これらの試験結果は機能性や耐久性など良好な結果であったという。
機械牽引式に設計変更されたものは「試製機動四十七粍砲」と呼ばれることになった。1939年（昭和14年）9月には試製機動四十七粍砲の試作が完成、陸軍歩兵学校による実用試験が行われた。牽引車には九八式装甲運搬車が使用された。
本砲は採用される事は無かったが開発期間中に張鼓峰事件、ノモンハン事件が発生し、ソ連軍戦車に対抗する新型対戦車砲の必要性を認識されるようになった。そして本砲の開発・研究資料が、1939年9月に設計を開始された試製四十七粍砲（後の一式機動四十七粍砲）の基礎となった。

## 派生型
本砲及び試製四十七粍砲の技術を戦車砲に流用した戦車として、試製九八式中戦車チホがある。